# Widdringtonia
Widdringtonia es un género con 4 especies de plantas  perteneciente a la familia Cupressaceae. 
Etimología
Widdringtonia: nombre genérico que fue dado por el botánico austriaco Stephan Ladislaus Endlicher para honrar al comandante británico Samuel Edward Cook, alias Widdrington (1787 - 1856), experto en bosques de coníferas españolas. En 1842 Widdrington publicó el último de una serie de tres artículos sobre las especies de Pinus y Abies, mientras que en el ínterin Endlicher buscando un nombre para el género; de hecho, dos nombres propuestos por él, antes habían sido adoptados oficialmente para otras dos especies. Endlicher no perdió el humor y propuso el nombre de Widdrington, que acababa de cambiar su propio nombre (de Cook, nombre bajo el que había publicado sus dos primeros trabajos en 1839, por el de Widdrington en 1840).

## Especies seleccionadas
- Widdringtonia nodiflora (L.) E.Powrie
- Widdringtonia schwarzii Masters
- Widdringtonia wallichii Endl.
- Widdringtonia whytei Rendle